# Lissosculpta
Lissosculpta is een geslacht van insecten uit de orde vliesvleugeligen (Hymenoptera) en de familie Ichneumonidae.

## Soorten
- L. aequatorialis Heinrich, 1967
- L. albopicta Horstmann, 2001
- L. alecto (Morley, 1915)
- L. basalis (Morley, 1915)
- L. celebensis (Heinrich, 1934)
- L. ceylonica (Cameron, 1905)
- L. glaucosignata (Heinrich, 1930)
- L. impexa (Tosquinet, 1903)
- L. irregularis (Heinrich, 1934)
- L. javanica (Cameron, 1905)
- L. longinquua Heinrich, 1938
- L. novickii (Heinrich, 1934)
- L. quadricolor (Heinrich, 1934)
- L. salomonis (Cameron, 1911)
- L. silvarum (Heinrich, 1934)
- L. simillima (Heinrich, 1934)
- L. tangana (Kriechbaumer, 1894)
- L. uruensis (Heinrich, 1934)